# Dispositivo ad accoppiamento di carica

Sequenza di eventi e spostamento di carica in un pixel

Il dispositivo ad accoppiamento di carica, sigla CCD (dall'inglese Charge-Coupled Device), consiste in un circuito integrato formato da una riga, o da una griglia, di elementi semiconduttori (photosite) in grado di accumulare una carica elettrica (charge) proporzionale all'intensità della radiazione elettromagnetica che li colpisce. Questi elementi sono accoppiati (coupled) in modo che ognuno di essi, sollecitato da un impulso elettrico, possa trasferire la propria carica ad un altro elemento adiacente.
Inviando al dispositivo (device) una sequenza temporizzata d'impulsi, si ottiene in uscita un segnale elettrico grazie al quale è possibile ricostruire la matrice dei pixel che compongono l'immagine proiettata sulla superficie del CCD stesso.
Questa informazione può essere utilizzata direttamente nella sua forma analogica, per riprodurre l'immagine su di un monitor o per registrarla su supporti magnetici, oppure può essere convertita in formato digitale per l'immagazzinamento in file che ne garantiscano il riutilizzo futuro.

## Storia
Il CCD fu ideato alla divisione componenti semiconduttori dei Bell Laboratories da Willard S. Boyle e George E. Smith nel 1969. L'anno seguente venne realizzato un prototipo funzionante. Per questa invenzione Boyle e Smith hanno ricevuto il Premio Nobel per la fisica nel 2009.
Nel 1975 fu realizzata la prima videocamera con CCD con una qualità dell'immagine sufficiente per le riprese televisive.
Agli inizi degli anni '90 i CCD vennero usati come linee di ritardo nei televisori PAL e SÉCAM abbattendo i costi dei sistemi acustici su base vetrosa e non molti anni dopo il CCD sensore ottico è diventato il cuore delle moderne fotocamere e videocamere digitali e anche dei fax e degli scanner e successivamente nei telefoni cellulari. La scelta di una buona macchina passa per la scelta di un buon sensore, caratterizzato dalla dimensione in pollici (1/2, 1/3, 2/3, ...) e dal numero di pixel che compongono l'immagine catturata. La ricerca attuale è volta anche ad ottimizzare la forma del singolo pixel e la sua posizione.
Nonostante le ottime caratteristiche dei sensori CCD, il loro costo più elevato li rende meno usati nei dispositivi più comuni rispetto ai sensori CMOS.

## CCD in astronomia

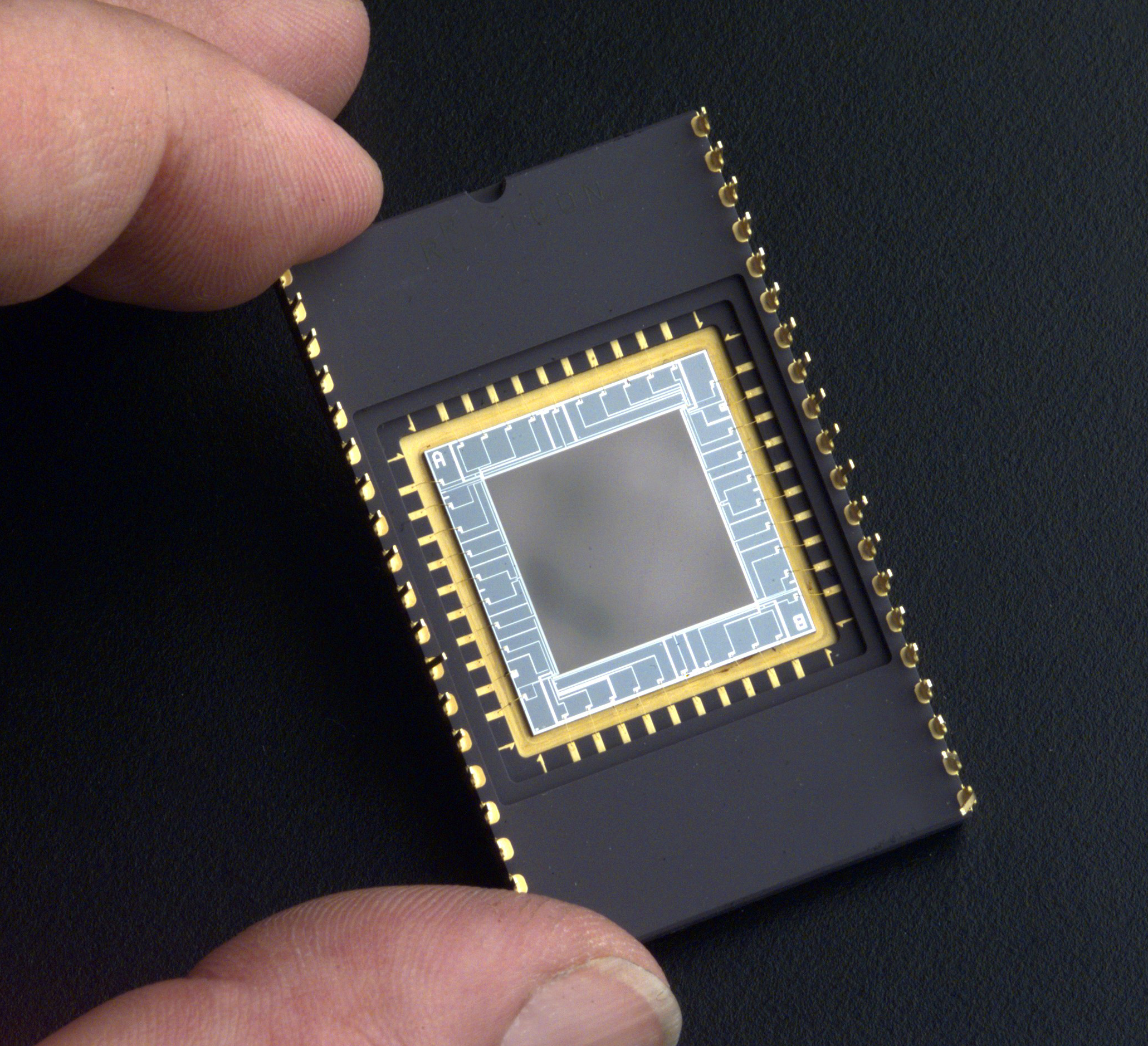
Sensore CCD sviluppato per applicazioni aerospaziali. Il sensore rileva la luce visibile e l'ultravioletto

Sin dalla sua nascita il CCD ha avuto largo uso in campo astronomico, dimostrando subito le enormi potenzialità rispetto alla fotografia tradizionale. Gli osservatori astronomici si sono dotati di questo strumento anche per velocizzare e rendere più precise le osservazioni astronomiche; anche l'immagine catturata dallo specchio di 2,4 m di diametro del Telescopio spaziale Hubble viene focalizzata su un CCD di 8 MPx. Il telescopio Pan-STARRS sviluppato per individuare i potenziali asteroidi in rotta di collisione con la Terra ha una serie di 60 CCD che generano 1,4 GPx e quindi ha il CCD con più alta risoluzione del pianeta.
L'abbattimento dei costi, inizialmente molto alti, ha permesso negli ultimi anni la diffusione dei CCD anche in campo amatoriale. Sempre più astrofili si dotano di un CCD per le riprese, consentendo risultati in passato impensabili per un non professionista. Per ottenere le immagini desiderate, il dispositivo viene applicato al fuoco del telescopio.
Il CCD per uso astronomico, contrariamente ai CCD utilizzati per le videocamere, webcam, macchine fotografiche, deve avere, causa le lunghe esposizioni, il minimo rumore di fondo e quindi ridurre la sua componente più importante: il rumore termico. Per ottenere tale risultato è necessario utilizzare CCD con elettronica progettata appositamente per tale scopo, con la possibilità di potersi interfacciare ad un dispositivo di raffreddamento (normalmente è una cella di Peltier), che consente di mantenere il dispositivo ad una temperatura molto bassa. Quando il sensore CCD è mantenuto ad una temperatura più bassa, la qualità delle immagini migliora, in quanto si riduce il rumore termico generato all'interno del dispositivo stesso.
Negli ultimi anni si è venuta ad affermare un'altra tecnica di utilizzo del CCD in astronomia per oggetti non troppo deboli, come la Luna ed i pianeti. Questa tecnica prevede di eseguire una lunga serie di riprese del soggetto, e successivamente, con appositi software, mediare tali riprese in modo che il rumore di fondo vada a scomparire (in quanto casuale) e venga esaltata l'immagine del corpo celeste ripreso. Questa tecnica ha di fatto permesso ai modesti strumenti amatoriali di ottenere riprese di grande qualità, confrontabili, qualche volta, con quelle prodotte dagli strumenti professionali.